# Lodewijk II van Neder-Hessen
Lodewijk II van Neder-Hessen, ook wel de Vrijmoedige (der Freimütige) genoemd (7 september 1438 - Slot Reichenbach, 8 november 1471) regeerde van 1458 tot 1471 als landgraaf van Neder-Hessen.

## Leven
Lodewijk II kwam ter wereld als zoon van Lodewijk I, landgraaf van Hessen, en Anna van Saksen. Hij zou in 1460 in de slag bij Pfeddersheim aan de kant van de Palts tegen aartsbisschop Dieter van Isenburg van Mainz gevochten hebben.
Het landgraafschap Hessen was door zijn vader Lodewijk I tussen Lodewijk II en diens jongere broer Hendrik III in respectievelijk Neder- (met residentie in Kassel) en Opper-Hessen (met residentie in Marburg) opgedeeld. Lodewijk streed tot in 1470 met zijn broer om de precieze afgrenzing van hun machtsgebied 
en soevereine rechten, en in 1469 kwam het zelfs tot een open oorlog tussen hen beiden. De Hessische broederoorlog werd pas in mei 1470 na bemiddeling van de broer van beide kemphanen, de latere aartsbisschop Herman IV van Keulen, beëindigd.  Na het uitsterven van de lijn van Marburg met de dood van Hendriks zoon Willem III viel dit deel in 1500 weer aan de lijn van Kassel onder Lodewijks zoon Willem II toe.
In 1470 liet Lodewijk het slot Rotenburg optrekken en de burcht in Ziegenhain tot een slot ombouwen.
Van 1464 tot mei 1471 vocht Lodewijk tegen prins-bisschop Simon III van Paderborn in de Hessen-Paderbornse Vete, die om het bezit van de burcht Calenberg bij Warburg was uitgebroken.
Na een jachtpartij met zijn broer in het "Süllingswald" kort na vrede te hebben gesloten met bisschop Simon, stierf Lodewijk onverwacht op de burcht Reichenbach. Latere geschiedschrijvers dachten aan vergiftiging. Lodewijk II werd in de Elisabethkerk in Marburg bijgezet.

## Familie
Lodewijk II was getrouwd met Mathilde van Württemberg (1438–1495), dochter van graaf Lodewijk I van Württemberg-Urach. Het huwelijk vond op 1 september 1454 plaats. Mathilde stierf op 6 juni 1495 in het slot Rotenburg in Rotenburg an der Fulda en werd naast haar echtgenoot in de Elisabethkerk in Marburg bijgezet.
Het paar had vier kinderen:
- Anna (1455–1458), werd reeds op driejarige leeftijd verloofd met Adolf III van Nassau-Wiesbaden (1443–1511), maar stierf reeds kort daarop;
- Elisabeth (jong gestorven), was na het overlijden van haar zuster met Adolf van Nassau-Wiesbaden verloofd;
- Willem I "de Oudere" (1466–1515); verzaakte in 1493 aan het regentschap;
- Willem II "de Middelste" (1469–1509)

Bij zijn maîtresse Margaretha van Holzheim (ca. 1443-na 1515) had Lodewijk II acht kinderen:
- Anna (ca. 1460-), op 23 mei 1484 getrouwd met Heinz Missener;
- Margaretha (ca. 1460–1524), op 5 februari 1486 met Hendrik Furster;
- Jan (ca. 1460 –vermoord op 11 maart 1531), getrouwd met een zekere Gertrude;
- Willem, vrijheer van Landsburg (ca. 1470 – Melsungen, 1550);
- Luckel/Lukardis (voor 1471-), getrouwd met een zekere Lambrechts;
- Willem;
- Ernst (van Natega);
- Frederik

## Voorouders
| Voorouders van Lodewijk II van Neder-Hessen | Voorouders van Lodewijk II van Neder-Hessen                      | Voorouders van Lodewijk II van Neder-Hessen                      | Voorouders van Lodewijk II van Neder-Hessen                              | Voorouders van Lodewijk II van Neder-Hessen                              | Voorouders van Lodewijk II van Neder-Hessen                                      | Voorouders van Lodewijk II van Neder-Hessen                                      | Voorouders van Lodewijk II van Neder-Hessen                                       | Voorouders van Lodewijk II van Neder-Hessen                                       |
| ------------------------------------------- | ---------------------------------------------------------------- | ---------------------------------------------------------------- | ------------------------------------------------------------------------ | ------------------------------------------------------------------------ | -------------------------------------------------------------------------------- | -------------------------------------------------------------------------------- | --------------------------------------------------------------------------------- | --------------------------------------------------------------------------------- |
| Overgrootouders                             | Lodewijk van Hessen (1305-1345) ∞ Elisabeth van Sponheim (-)     | Lodewijk van Hessen (1305-1345) ∞ Elisabeth van Sponheim (-)     | Frederik V van Neurenberg (1333-1398) ∞ Elisabeth van Meißen (1329-1375) | Frederik V van Neurenberg (1333-1398) ∞ Elisabeth van Meißen (1329-1375) | Frederik III van Meißen (1332-1381) ∞ Catharina van Henneberg (1334-1397)        | Frederik III van Meißen (1332-1381) ∞ Catharina van Henneberg (1334-1397)        | Hendrik de Milde van Brunswijk-Lüneburg (–1416) ∞ Sophia van Pommeren (1370–1406) | Hendrik de Milde van Brunswijk-Lüneburg (–1416) ∞ Sophia van Pommeren (1370–1406) |
| Grootouders                                 | Herman II van Hessen (1341-1413) ∞ Margaretha van Neurenberg (-) | Herman II van Hessen (1341-1413) ∞ Margaretha van Neurenberg (-) | Herman II van Hessen (1341-1413) ∞ Margaretha van Neurenberg (-)         | Herman II van Hessen (1341-1413) ∞ Margaretha van Neurenberg (-)         | Frederik I van Saksen (1370-1428) ∞ Catharina van Brunswijk-Lüneburg (1395-1442) | Frederik I van Saksen (1370-1428) ∞ Catharina van Brunswijk-Lüneburg (1395-1442) | Frederik I van Saksen (1370-1428) ∞ Catharina van Brunswijk-Lüneburg (1395-1442)  | Frederik I van Saksen (1370-1428) ∞ Catharina van Brunswijk-Lüneburg (1395-1442)  |
| Ouders                                      | Lodewijk I van Hessen (1402-1458) ∞ Anna van Saksen (1420-1462)  | Lodewijk I van Hessen (1402-1458) ∞ Anna van Saksen (1420-1462)  | Lodewijk I van Hessen (1402-1458) ∞ Anna van Saksen (1420-1462)          | Lodewijk I van Hessen (1402-1458) ∞ Anna van Saksen (1420-1462)          | Lodewijk I van Hessen (1402-1458) ∞ Anna van Saksen (1420-1462)                  | Lodewijk I van Hessen (1402-1458) ∞ Anna van Saksen (1420-1462)                  | Lodewijk I van Hessen (1402-1458) ∞ Anna van Saksen (1420-1462)                   | Lodewijk I van Hessen (1402-1458) ∞ Anna van Saksen (1420-1462)                   |
| Lodewijk II van Neder-Hessen (1438-1471)    |                                                                  |                                                                  |                                                                          |                                                                          |                                                                                  |                                                                                  |                                                                                   |                                                                                   |